# Rudolf Weyr

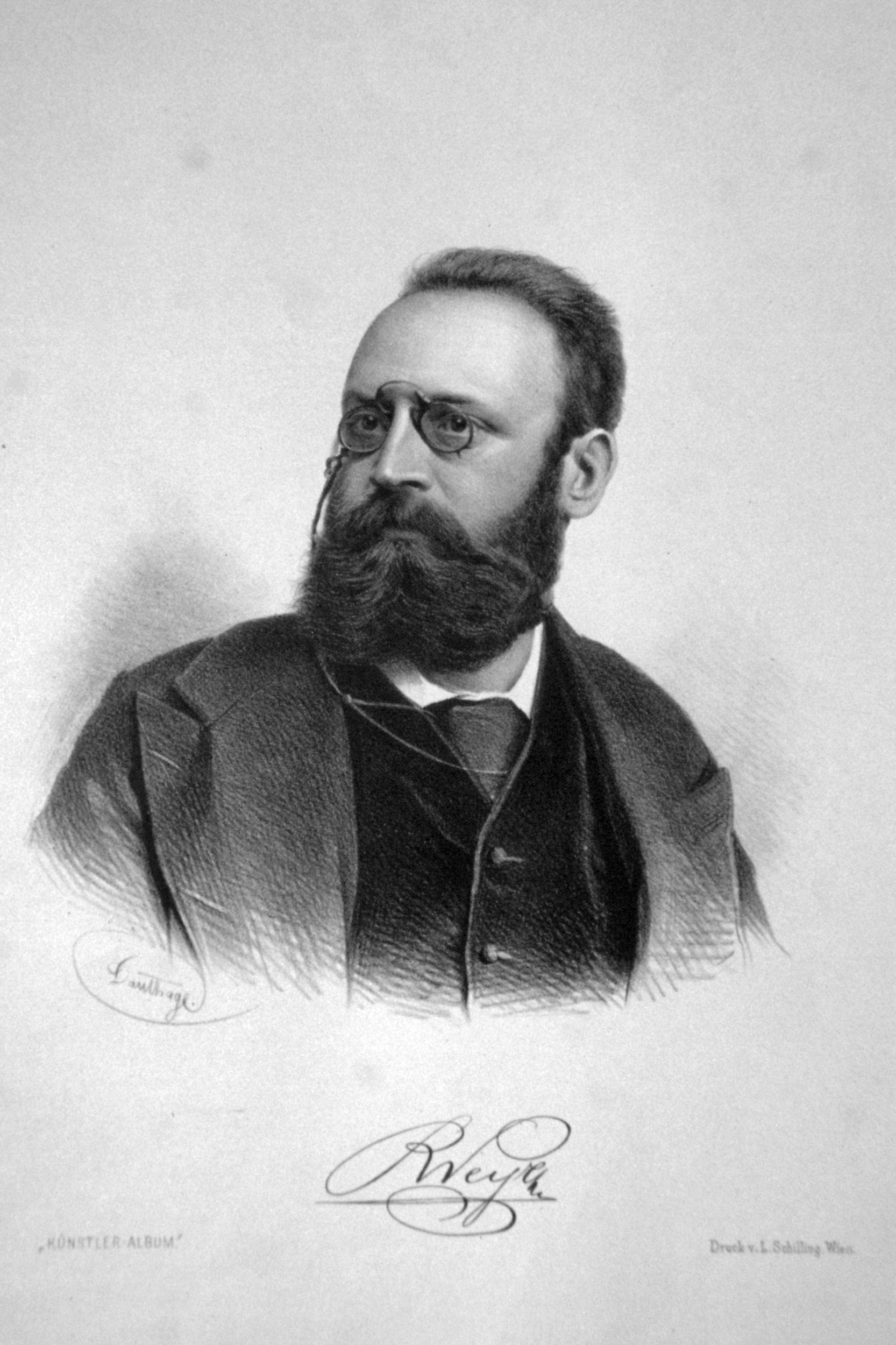
Rudolf Weyr, Lithographie von Adolf Dauthage

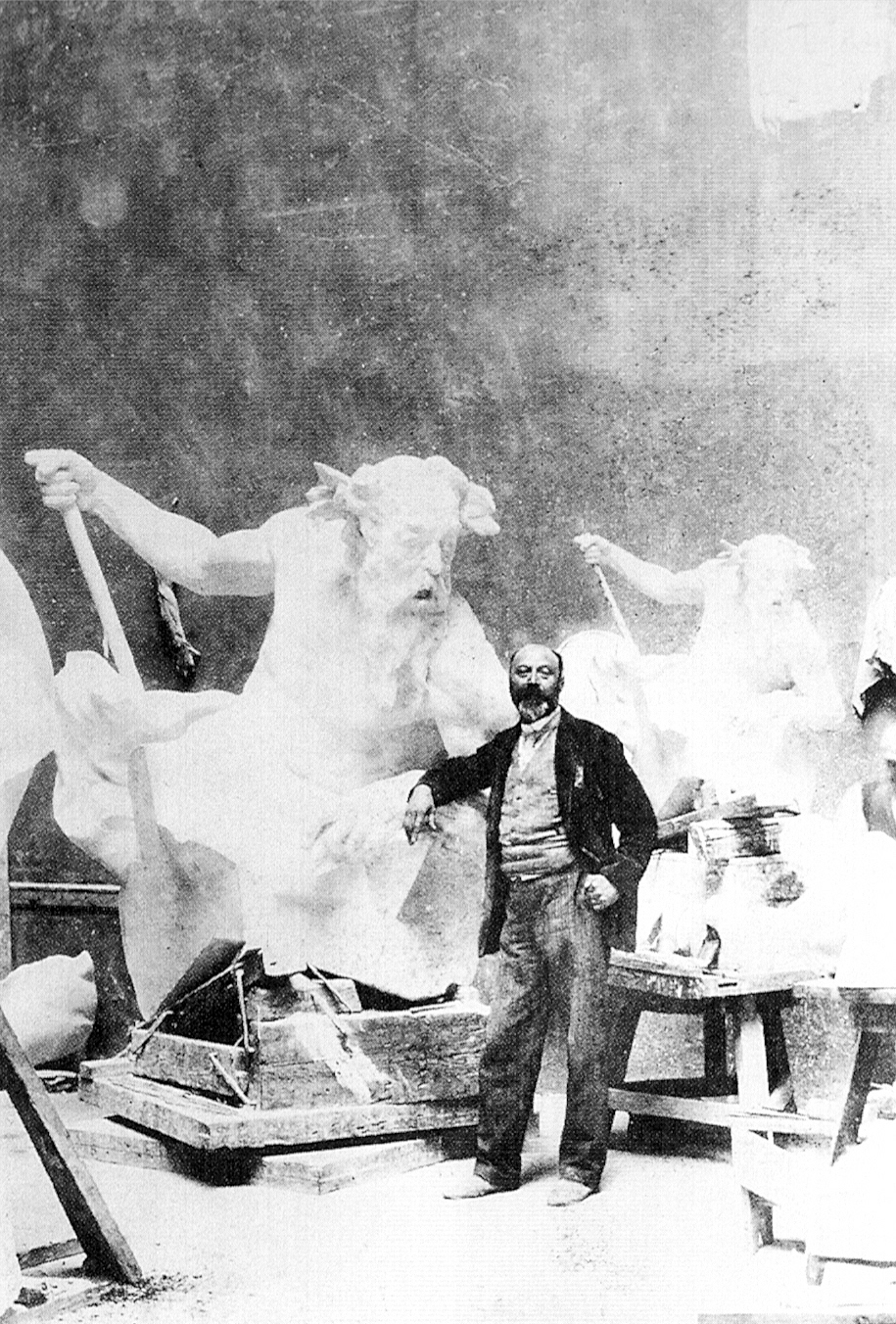
Rudolf Weyr vor seinem Monumentalbrunnen „Die Macht zur See“ für den Michaelertrakt der Hofburg im Jahr 1894

Rudolf Weyr, ab 14. Mai 1911: Rudolf Ritter von Weyr (* 22. März 1847 in Wien; † 30. Oktober 1914 ebenda) war ein österreichischer Bildhauer. Er gilt als Vertreter des Neobarocks und als einer der wichtigsten Künstler der Ringstraßenepoche.

## Leben
Nach einem Studium bei Franz Bauer und Josef Cesar war er eine Zeit lang Mitarbeiter bei Letzterem. Ab den 1880er Jahren allein arbeitend schuf er die skulpturale Ausstattung einiger wichtiger Ringstraßenbauten. Weyr wurde 1866 Mitglied der Burschenschaft Olympia. Er war der Onkel des Grafikers und Autors Siegfried Weyr. Rudolf Weyr war mit der Journalistin und Schriftstellerin Marie Weyr (1864–1903), der Tochter von Friedrich Uhl, verheiratet.
Rudolf Ritter von Weyr litt in seinen späten Jahren an Arteriosklerose; am 30. Oktober 1914 verstarb er an einer im Verlauf einer Lungenentzündung eingetretenen Herzlähmung. Er wurde (gemäß eigenem Wunsch) auf dem Döblinger Friedhof beigesetzt  (Gruppe 9, Nr. 5). Der Kondukt, der vom Trauerhaus, Landstraßer Hauptstraße 74, Wien-Landstraße, seinen Ausgang genommen hatte, hielt auf seinem Wege zum Friedhof vor dem Wiener Künstlerhaus, der langjährigen Wirkungsstätte des Verstorbenen, wo der Vorstand der Künstlergenossenschaft, Hugo Darnaut, eine Abschiedsrede hielt.
Im Jahr 1919 wurde in Wien-Landstraße (3. Wiener Gemeindebezirk) die Weyrgasse nach ihm benannt.

## Werke

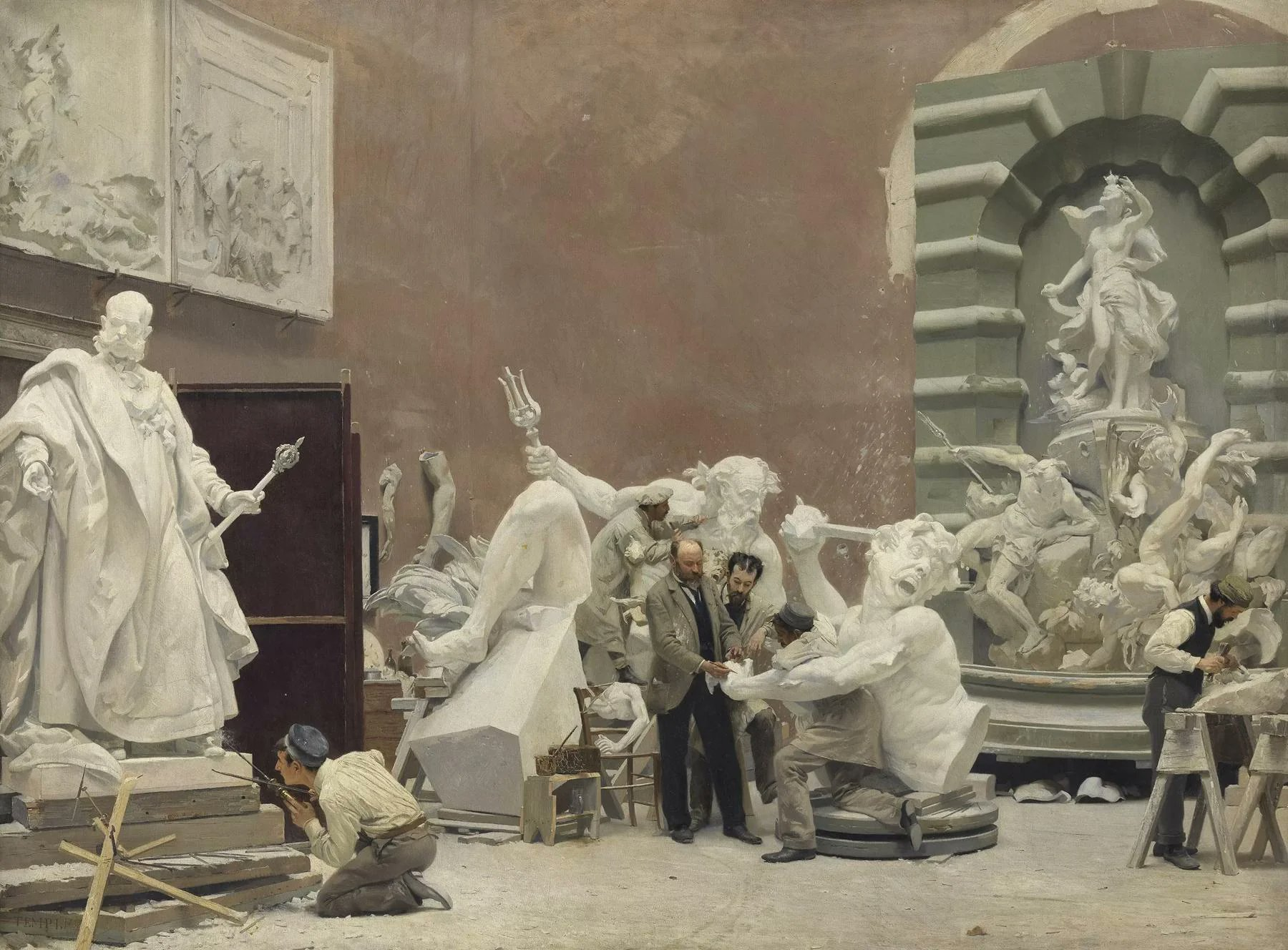
Hans Temple: Im Bildhauer-Atelier Weyr

- 1872: Preismedaillen für die Wiener Weltausstellung (fünf Motive, gemeinsam mit Josef Cesar)[8]
- 1884: Giebelplastiken der Hermesvilla im Lainzer Tiergarten, für Kaiserin Elisabeth von Franz Joseph I. erbaut
- 1888: Zwickelgruppen der Fenster im Burgtheater
- 1889: Grillparzerdenkmal im Volksgarten (Wien) gemeinsam mit Carl Kundmann; Weyr schuf Reliefs, bei denen Grillparzers Dramen dargestellt werden
- 1890: Relieffiguren der Mäzene in der Kuppel des Kunsthistorischen Museums Wien
- 1890er: Löwenfiguren auf den Brückenpylonen der Schemerlbrücke des  Nussdorfer Wehrs
- 1895: Wandbrunnen „Die Macht zur See“ am Michaelertrakt der Hofburg
- 1895: Relief von Wassil Lewski auf seinem Denkmal in Sofia, Bulgarien
- 1898: Kaiser-Franz-Joseph-Denkmal in Schwechat, Niederösterreich[9]
- 1905: Denkmal für Hans Canon beim Kursalon Hübner im Wiener Stadtpark
- 1906: Relief mit der Gründungslegende der Peterskirche in Wien
- 1907: Brunnen in Děčín / Tetschen, damals Böhmen, heute Tschechische Republik
- 1908: Denkmal für Johannes Brahms im Resselpark (Karlsplatz), Wien
- 1908: Joseph-Wessely-Denkmal auf dem Linnéplatz, Wien, 19. Bezirk

## Bildergalerie

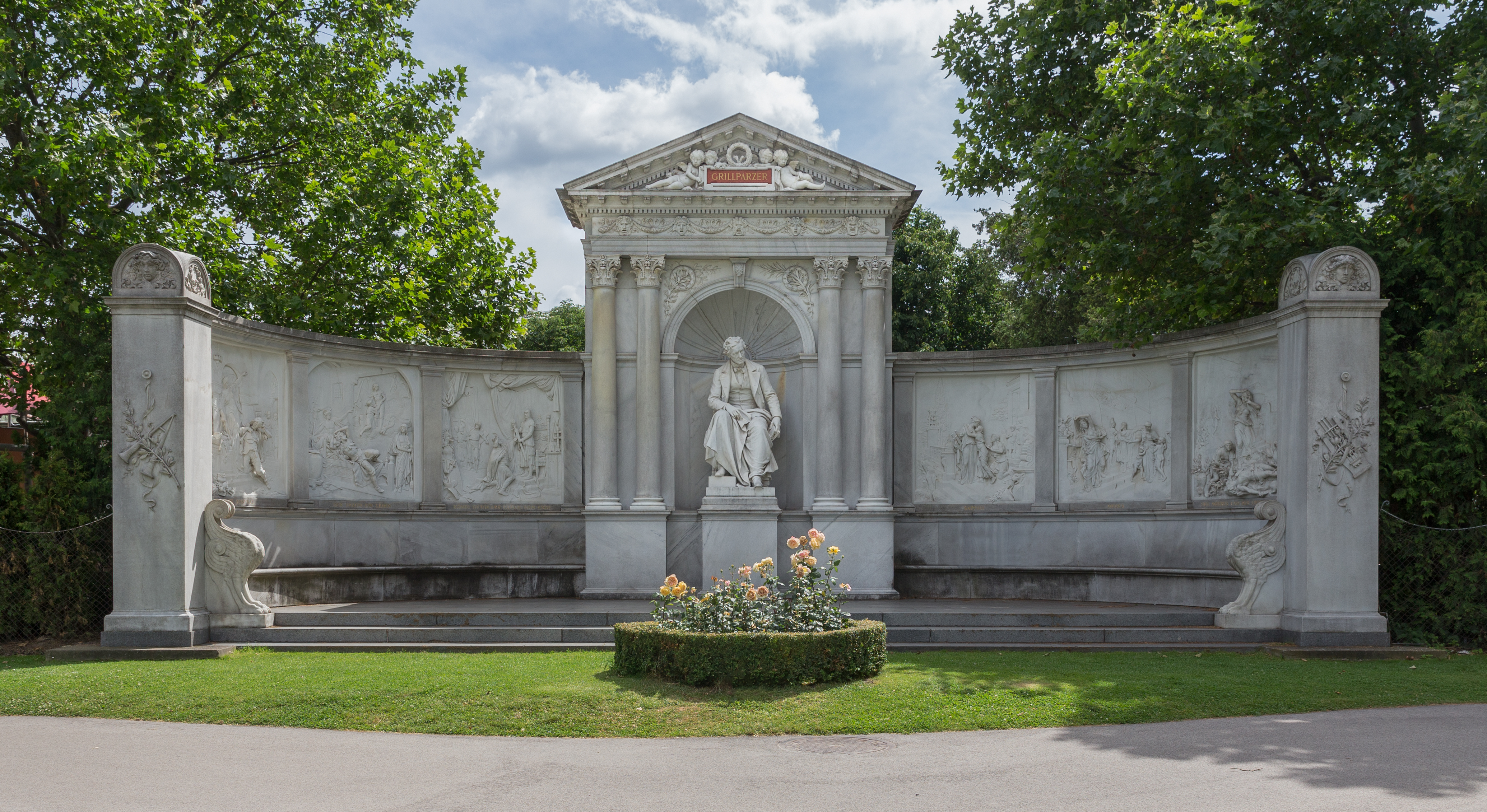
Reliefs beim Grillparzerdenkmal im Volksgarten (1889)
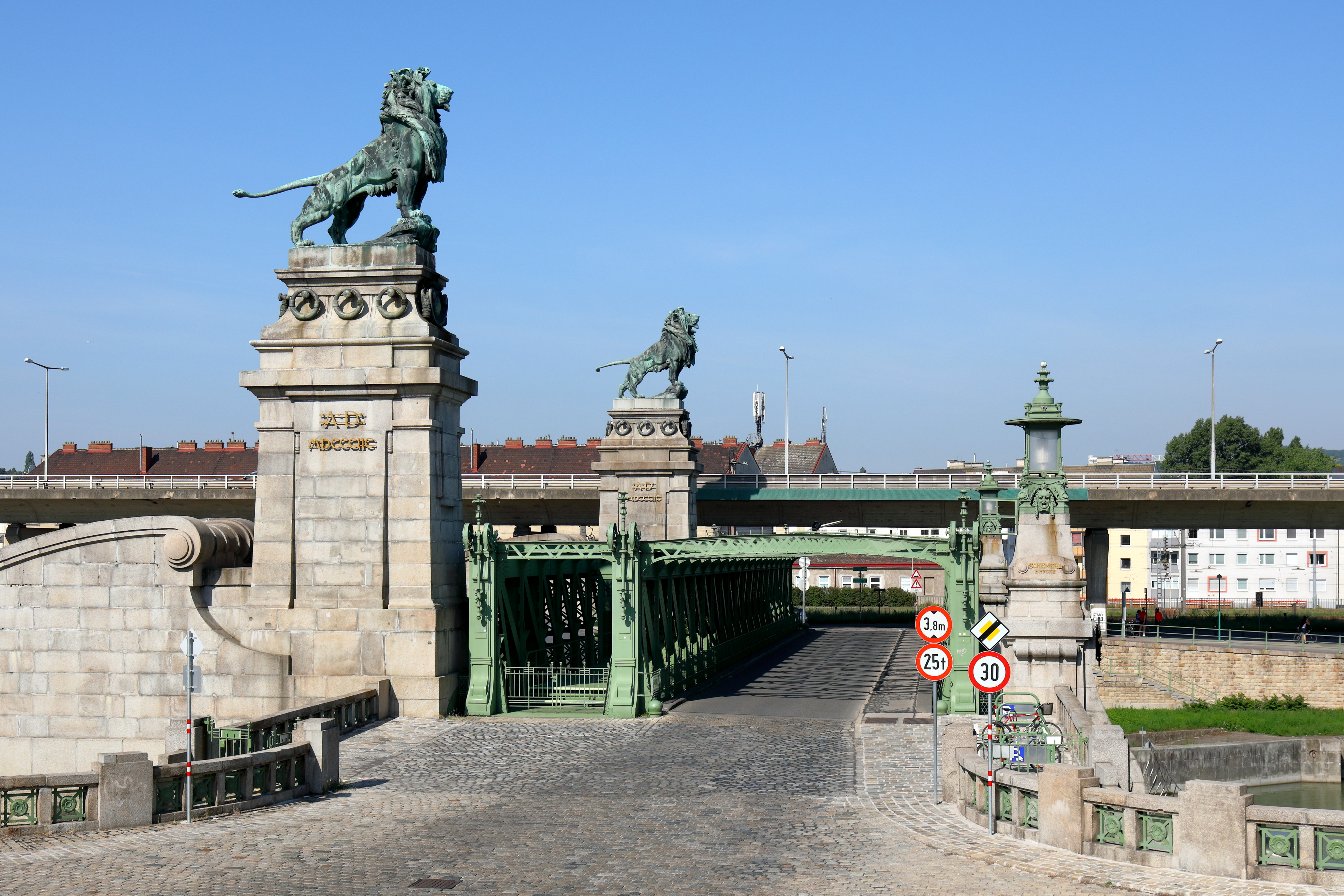
Löwenfiguren beim Nussdorfer Wehr (um 1897)
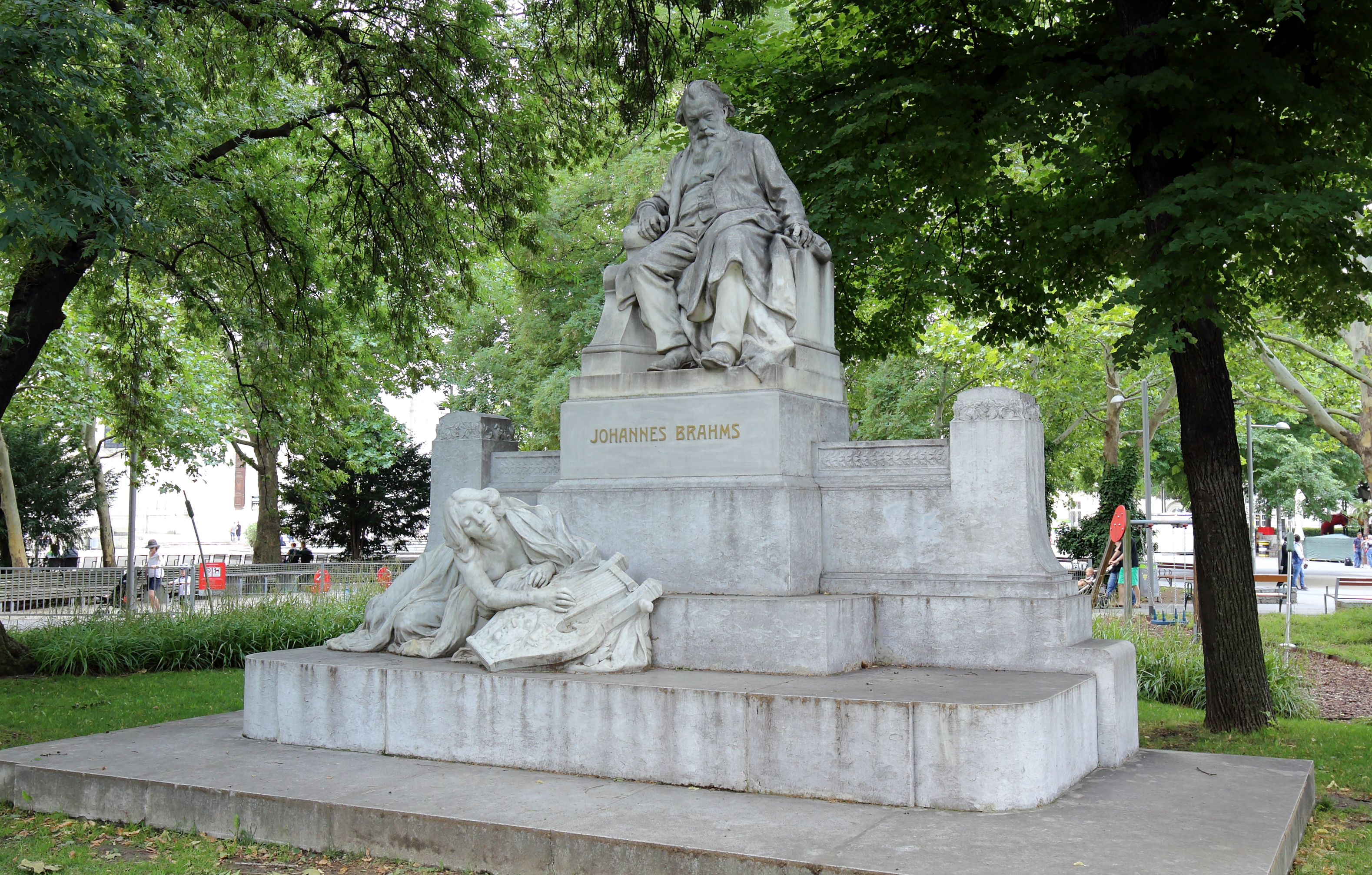
Johannes-Brahms-Denkmal am Karlsplatz (1908)